# Čau-čau
Čau-čau (anglicky: Chow Chow) je plemeno psa pocházející z Číny. V minulosti byl čau čau používán jako pracovní, hlídací, ale i tažný pes. Čau-čau je uzavřený, zdrženlivý, nedůvěřivý a především nezávislý a inteligentní pes. Uznává pouze jednoho pána. Je to aktivní pes se silnou a kompaktní stavbou těla, velice dobře vyvážený a důstojného nesení těla. Pro toto plemeno je charakteristický modro-černý jazyk.

## Historie
Čau-čau je staré čínské psí plemeno. Bezesporu se jedná o jedno z nejstarších plemen, jaké dnes známe. V Číně byl znám již před více než 3000 lety, což nám sdělují čínské kroniky z 11. století př. n. l. Předci čau-čaů by mohli být mastifové, ale i severská plemena psů, jejich původ zdaleka není objasněný. V Číně se tito psi využívali různorodě; jako společníci, tažní psi nebo jako pokrm. Není tajemstvím, že maso čau-čaua se v Číně ještě do nedávné doby běžně jedlo a pravděpodobně ještě jí. Využívali se i pro lovecké účely.
Pro lovecké účely je šlechtila i mandžuská dynastie a to skutečně ve velkém. Dobové záznamy hovoří o stovkách kusů, zda jsou ale tyto záznamy přehnané nebo skutečné se můžeme jen domnívat. Velké počty těchto psů se chovaly i v buddhistických klášterech v Tibetu. Ve 14. století se o psech tohoto plemene zmiňoval i Marco Polo ve své knize. První jedinci plemene se ale do Evropy dostali až o 4 století později, tedy v 18. století. V roce 1865 dostala několik čau-čauů i královna Viktorie.
První vystavený jedinec byla v roce 1880 fena Chinese Puzzle. V roce 1894 zapisuje English Kennel Club prvního čaua do plemenné knihy. O rok později je ve Velké Británii založen Čau-čau klub.
V Česku se toto plemeno stále chová jen výjimečně, ale velmi početné je ve Spojených státech amerických a Velké Británii.

## Povaha

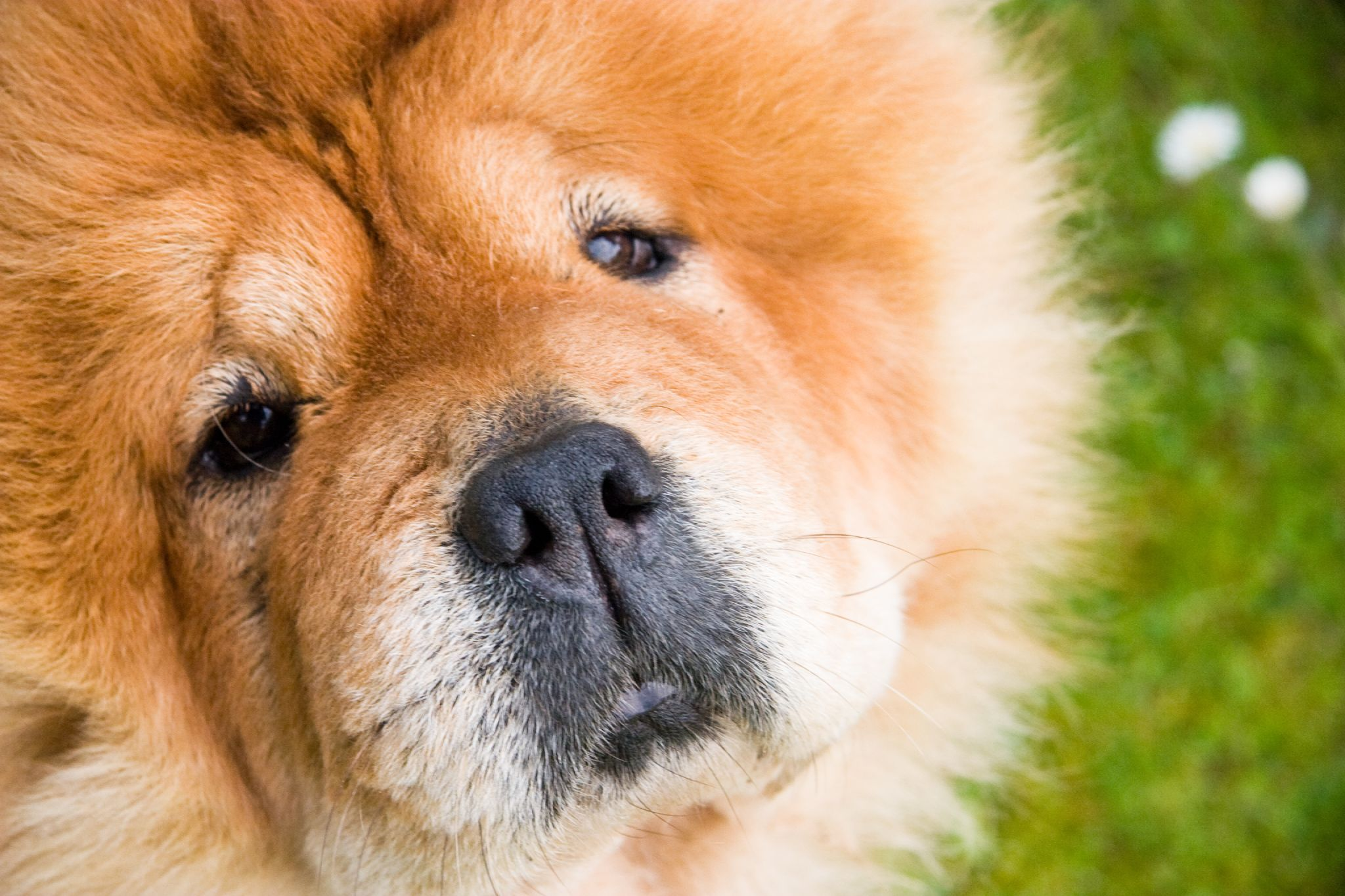
Hlava čau-čaua

Čau-čau je plemeno nezávislé, svéhlavé a uzavřené. Není to pes, který udělá cokoliv, co svému majiteli na očích uvidí, spíše si hledí svého a to očekává i od své rodiny. Je těžké si získat jeho důvěru a změna majitele je velmi složitá. Je to samostatný pes, schopný samostatně jednat a přestože se může zdát trochu hloupý, je velice inteligentní, jen nechce plnit zadané povely. Jedná se o tiché psí plemeno, štěká jen zřídka. K cizím lidem je rezervovaný a nedůvěřivý, pokud jsou na jeho vkus příliš vtíraví, neváhá na ně zavrčet. Jinak se ale jedná o klidné psí plemeno, s rozmýšlivou povahou. Není příliš hravý, ale hlavně je dominantní. Pokud v rodině není autoritativní jedinec, sám převezme funkci "alfa samce". Nevychází dobře s jinými psy, hlavně kvůli své dominanci, kterou je možné zkrotit jedině kastrací. S jinými domácími zvířaty se naučí vycházet, pokud je na ně naučený již od štěněcího věku. V tom případě je jejich vztah bezproblémový. Přestože jeho vzhled to nenapovídá, je dobrý ve stopování a baví jej pronásledovat zvěř. Děti ignoruje, ale některé jejich hry mu mohou být nepříjemné.

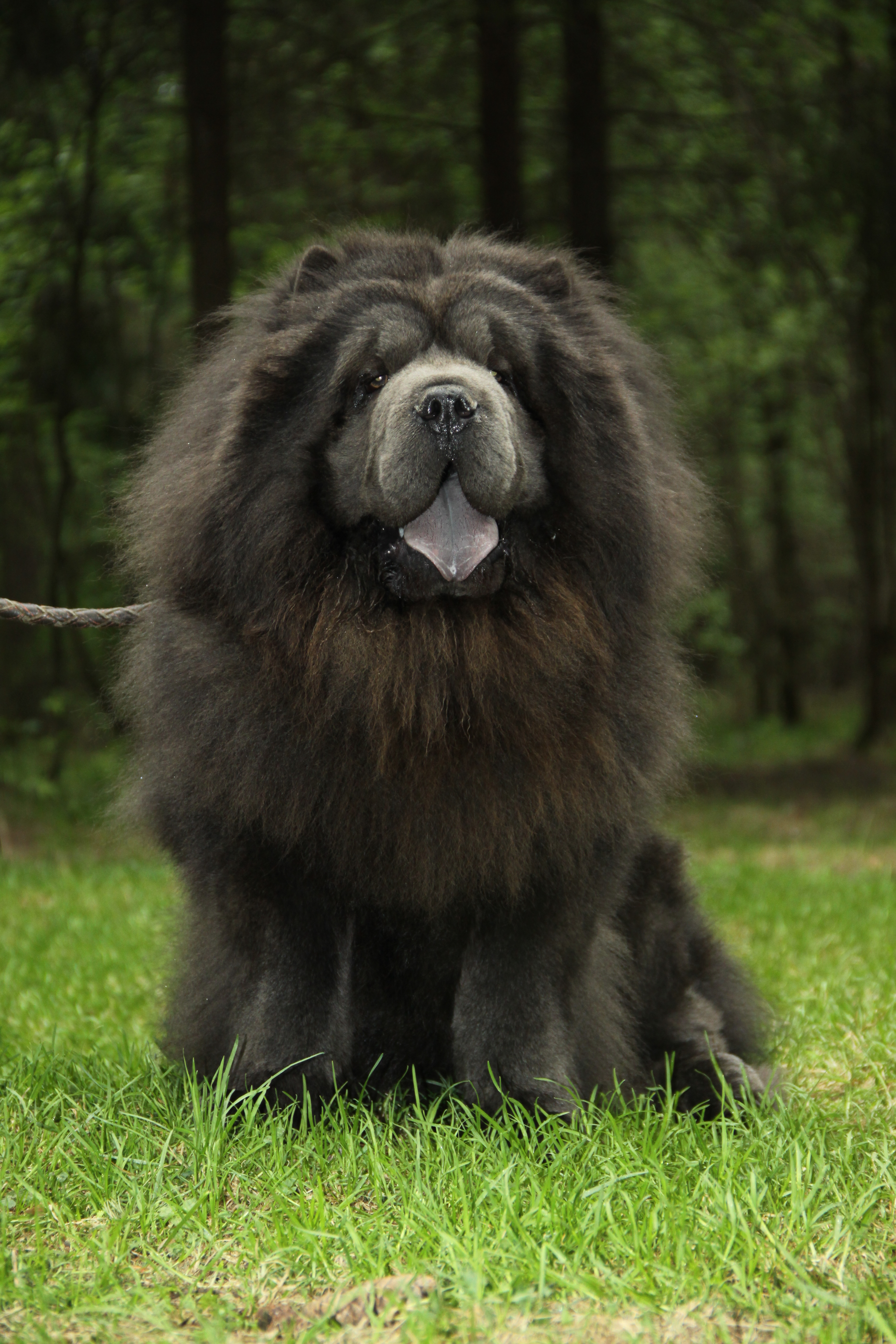
Tmavý čau-čau

## Péče
Hustá srst čau-čaů vyžaduje časté pročesávání a vyčesávání, minimálně 1x denně je vhodné se srsti věnovat. Případně chuchvalce je nutné ustřihnout. Srst není vhodné často mýt šamponem, který může poškodit její strukturu, díky čemuž by srst ztratila na kvalitě a mohly by nastal problémy s pokožkou.
Nevyžaduje příliš pohybu. Není vhodný pro plavání, protože těžká a mokrá srst by jej mohla stáhnout ke dnu. Není ani na dlouhé horské túry, na což nemá kondici, ale ani dobře osvalené nohy. Hodí se spíše do města.
Výcvik a výchova tohoto plemene jsou poměrně složité, hlavně kvůli jeho dominantní a tvrdohlavé povaze. Pro začátek je nutné, aby pes uznával svého majitele jako autoritu a vůdce smečky. Z rodiny si vybere pouze jednoho člena, kterého poslouchá, ostatní ignoruje, proto je nutné se tomu přizpůsobit. Není to pes na výcvik, v životě se plně naučí jen pár cviků, které je nutné často procvičovat. Vyžaduje důkladnou socializaci, při které se seznámí s jinými zvířaty, psy nebo dopravními prostředky.